# Kalyandurg
Kalyandurg é uma cidade localizada no distrito de Anantapur, em Andra Pradexe, na Índia.
A cidade foi governada pelo rei Krishnadevaraya, fazendo parte do Império Vijayanagara.